# Ochoz u Tišnova
Ochoz u Tišnova är en ort i Tjeckien.   Den ligger i regionen Södra Mähren, i den östra delen av landet, 160 km sydost om huvudstaden Prag. Ochoz u Tišnova ligger 447 meter över havet och antalet invånare är 108.
Terrängen runt Ochoz u Tišnova är lite kuperad. Runt Ochoz u Tišnova är det tätbefolkat, med 331 invånare per kvadratkilometer. Närmaste större samhälle är Blansko, 19,4 km öster om Ochoz u Tišnova. Omgivningarna runt Ochoz u Tišnova är en mosaik av jordbruksmark och naturlig växtlighet.